# Prachatice lázně
Prachatice lázně je dopravna radiobloku v Prachaticích, městě v Jihočeském kraji na jihozápadě České republiky. Je tudy vedena železniční trať Číčenice – Nové Údolí. Samotná dopravna se nachází v jižních partiích města u železničního přejezdu chráněného výstražnými kříži v ulici U Zastávky. Východně odtud, na křižovatce místních ulic U Zastávky, Kaštanová a Lázeňská, se nachází rozcestník značených turistických tras pojmenovaný „Prachatice – Lázně, železniční stanice“.
Dopravna nemá kolejové rozvětvení, je zde pouze jedna kolej bez výhybek, takže slouží jen pro řízení následných jízd vlaků (křižování není možné, dostižení vlaků je možné jen v případě mimořádností). Dopravna má jednu dopravní kolej o délce 550 metrů, u které je nástupiště o délce 52 metrů.